# Sweelinckplein
Het Sweelinckplein in Den Haag is een plein in de wijk Duinoord.

## Geschiedenis
Het stratenplan voor het oudste deel van Duinoord, vastgesteld door de Haagse gemeenteraad op 21 maart 1892, bevatte als centraal element een ovaal plein. De gemeenteraad gaf hieraan op 25 mei 1893 de naam Sweelinckplein. Voor de ruimtelijke inrichting tekende Pieter Westbroek, hoofd van de Plantsoenendienst in Den Haag. Zijn stijl was meer landschappelijk dan symmetrisch, zoals ook te zien is in het later naar hem genoemde Westbroekpark.
Het Sweelinckplein werd tot 1962 doorsneden door de voormalige Afzanderijvaart. In het midden was een brug. Sinds 1962 is de vaart ter hoogte van het plein overkluisd. Daardoor ontstond ruimte voor een plantsoentje, en kon het verkeer aan weerszijden van het plein in een rechte lijn oversteken. Het plein wordt omringd door huizen, die gebouwd zijn in Neorenaissancestijl.
Het plein is vernoemd naar de componist/organist Jan Pieterszoon Sweelinck. In 1978 zijn de huizen aan het plein door de toenmalige staatssecretaris Gerard Wallis de Vries op de lijst van rijksmonumenten geplaatst.
Omstreeks 1900-1910 hebben op het plein enkele telefoonpalen gestaan. Een telefoonpaal was met ondergrondse kabels verbonden met de telefooncentrale. Boven in de paal was een kooi van waaruit draden liepen naar de huizen van de telefoonabonnees.

## Kunstwerken
- Op het plein staat een monument van Sweelinck, gemaakt door Dirk Bus[4], met het opschrift "Jan P. Sweelinck 1562-1621 componist - organist van de Oude Kerk in Amsterdam".
- Aan de andere kant staat een bronzen beeldje van een meisje. Dit kunstwerk van Joop van Kralingen draagt de titel 'Sprookje'.
- In 2009 heeft de gemeente op de noordzijde van het plein de 'Stedenmaagd' van Bram Roth uit 1953 geplaatst. De maagd heeft voorheen op een trapmuur bij de ingang van het (afgebroken) oude stadhuis aan het Burgemeester De Monchyplein gezeten.

## Afbeeldingen

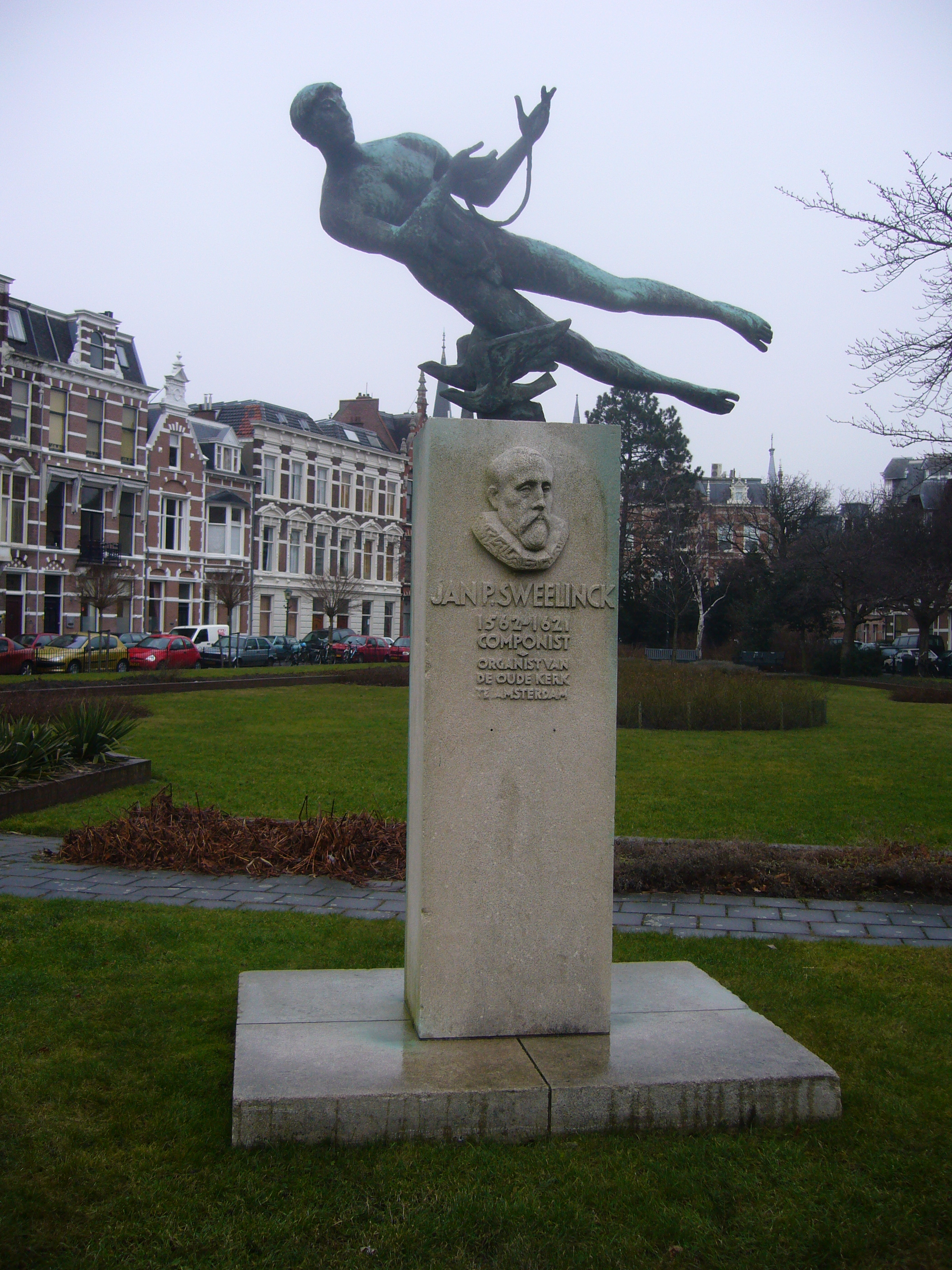
Standbeeld van Jan Sweelinck op het plein
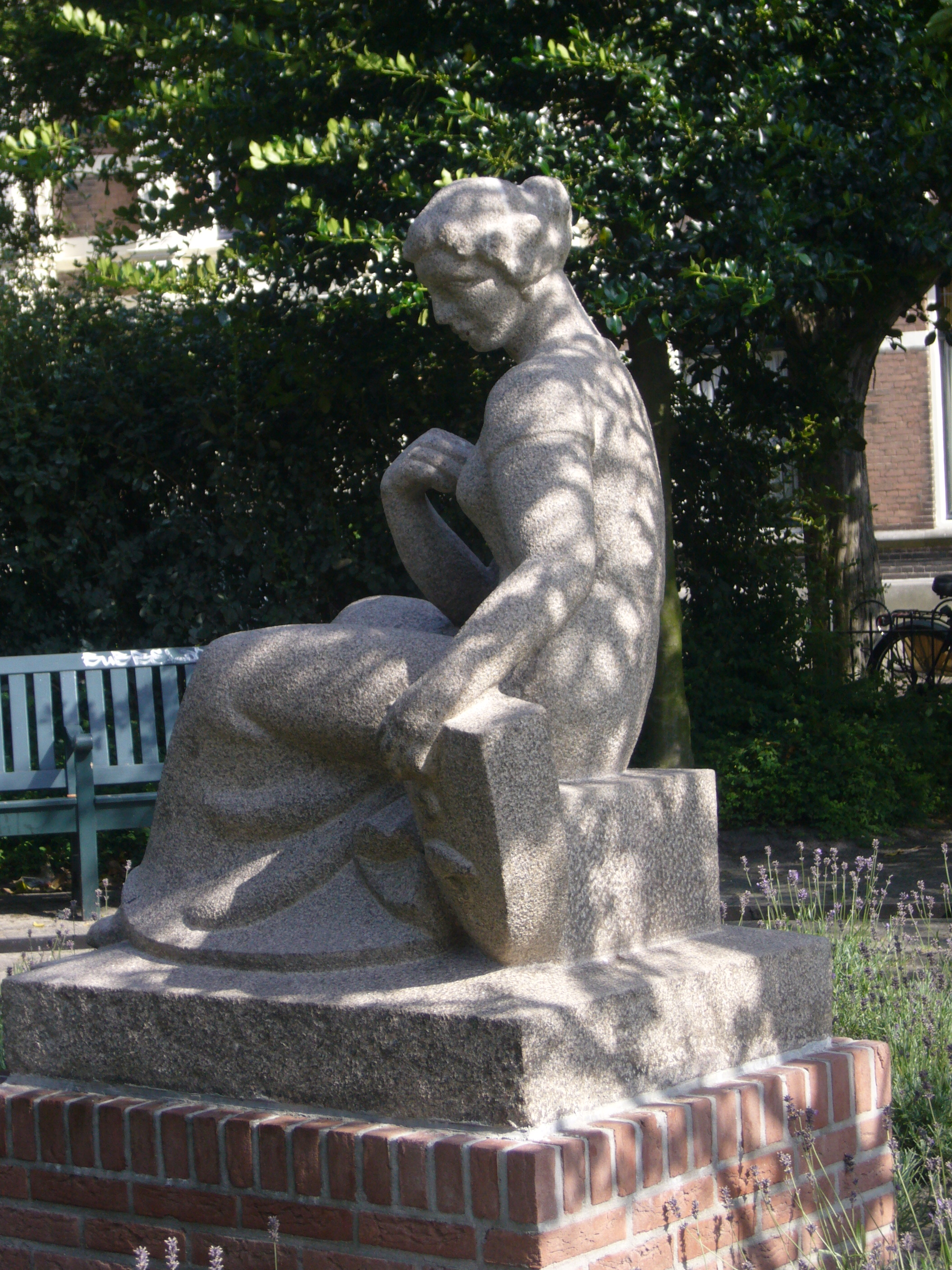
De Stedenmaagd, 1953
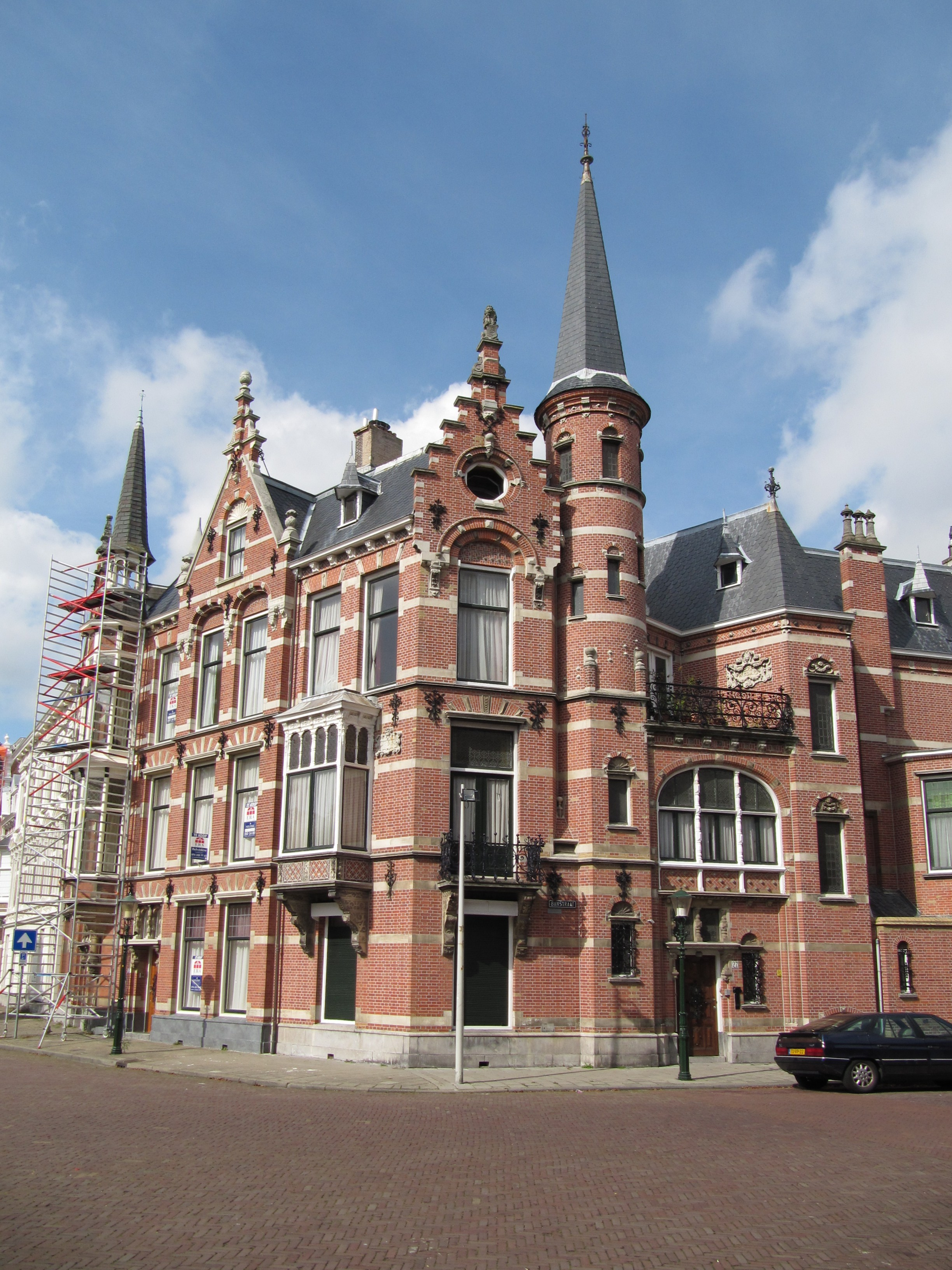
Sweelinckplein 2